# Ruby and the Rockits
Ruby & The Rockits é uma série de televisão protagonizada por Alexa Vega. Foi exibida originalmente pelo canal ABC Family. No Brasil é exibida atualmente pelo canal Animax.

## Sinopse
São os anos 80, e em pleno furor do glamour e das bandas de cabeludos, um grupo destaca-se dos demais: The Rockits. Mas, de um momento para outro, os membros principais da banda, os irmãos David e Patrick Gallagher, decidem que já no se aguentam mais e separam seus destinos artísticos.
Depois de anos sem muito contato, David, que luta bravamente para manter-se como uma estrela musical, bate na porta de Patrick. O reencontro não é gratuito: David acaba de descobrir que é pai de uma adolescente chamada Ruby, e para uma pessoa do show business não é fácil criar uma adolescente. Patrick concorda em tomar conta de Ruby enquanto David sai para suas turnês, e a garota entra para o clã dos Gallagher, formado por Patrick, sua esposa Audie e seus dois filhos, Jordan e Ben.
Mas há algo que nem David nem Patrick poderiam imaginar: Ruby possui um talento musical extraordinário. No meio de uma apresentação de David, os Gallagher descobrem as qualidades de Ruby, o que os inspira a voltar a tocar juntos. Os Rockits estão prontos para voltar ao topo das paradas, desta vez com um novo nome: Ruby & The Rockits.

## Elenco
- Alexa Vega como Ruby Gallagher
- David Cassidy como David Gallagher
- Patrick Cassidy como Patrick Gallagher
- Austin Butler como Jordan Gallagher
- Kurt Doss como Ben Gallagher
- Katie Amanda Keane como Audie Gallagher